# Домб-Бернацкий, Стефан
Стефан Домб-Бернацкий (пол. Stefan Dąb-Biernacki; 7 января 1890, Гнойно, Российская империя — 9 февраля 1959, Лондон, Великобритания) — польский военный деятель, дивизионный генерал Войска Польского, командующий армией «Прусы».

## Биография
Во время Первой мировой войны воевал в составе польских легионов, а затем участвовал в советско-польской войне. Отличился во время Варшавской битвы и в битве на реке Неман, после чего был награждён орденом Virtuti Militari.
До 1926 года он служил командиром 1-й пехотной дивизии легионеров. До 1930 года работал в Генеральной инспекции Вооруженных сил, где занимал должность генерального инспектора.

### Вторая мировая война
Во время Польской кампании командовал армией «Прусы», которая должна была стать стратегическим резервом, используемым для контрнаступления при приближении противника к Варшаве. Однако 1 сентября армия «Прусы» была небоеспособной и не была готова к ведению боевых действий. В день вторжения он фактически командовал лишь частью армии, состоявшей из 3 пехотных дивизий и одной кавалерийской бригады. Он предпринял попытку остановить наступление 16-го армейского корпуса, который прорвал линию обороны под Ченстоховой и продвигался к Варшаве. После битвы при Пётркуве и Томашуве Мазовецком его силы были разбиты, после чего он отдал приказ отступить на правый берег Вислы. 10 сентября он стал командующим Северным фронтом, состоявшим из оставшихся частей польской армии. После поражения в битве под Томашувом Любельским ему удалось бежать во Францию через Венгрию, где он был арестован по приказу генерала Владислава Сикорского. В октябре 1940 года он был приговорен к 2 годам лишения свободы и понижению в звании до рядового за «нарушение воинской дисциплины и попытку вызвать волнения в армии». В ноябре 1940 года был демобилизован. Когда в 1943 году пост главнокомандующего занял генерал Казимеж Соснковский, Домб-Бернацкий был освобожден из тюрьмы и уехал в Ирландию, где он занялся пчеловодством.